# Alexandra Severin
Alexandra Ramona Severin (n. 30 martie 1998, în Cluj) este o handbalistă română care joacă pentru echipa CSM Iași 2020 pe postul de intermediar stânga. Severin a fost și componentă a echipei naționale pentru tineret a României. Anterior, Severin a făcut parte din echipa națională pentru junioare.

## Biografie
Alexandra Severin a început să joace handbal la vârsta de 11 ani, fiind selectată din cadrul școlii. Perioada de juniorat a petrecut-o la Clubul Sportiv Școlar „Viitorul” Cluj, iar în 2016, la doar 17 ani, a fost promovată la echipa de senioare „U” Cluj, antrenată la acea vreme de Carmen Amariei. Fiind încă foarte tânără, Severin nu a jucat multe partide pentru echipa clujeană, dar a înscris 30 de goluri în cele două sezoane petrecute la „U” Cluj. A urmat apoi un an petrecut la Dinamo București, în Divizia A, iar în vara anului 2018 a ajuns la HC Zalău, cu care a jucat apoi în Cupa EHF. Din 2021 până în 2022 Alexandra Severin a evoluat pentru CS Minaur Baia Mare. În 2022, Severin s-a transferat la HC Dunărea Brăila. Din 2024, ea joacă pentru CSM Iași 2020.
În 2016, Severin a fost convocată la echipa U18 a României care a luat parte la Campionatul Mondial din Slovacia. În același an a câștigat medalia de bronz la Campionatul Mondial U20 din Rusia.
În iunie 2018, Severin a participat cu echipa U20 a României la Scandinavian Open 2018, iar în luna iulie a făcut parte din selecționata națională care s-a clasat pe locul 8 la Campionatul Mondial U20 din Ungaria.
Alexandra Severin joacă folosind tricoul cu numărul 5, număr pe care l-a purtat și Carmen Amariei, de care handbalista s-a atașat și pe care o consideră mentorul său.

## Palmares
- Campionatul Mondial pentru Tineret:
  -  Medalie de bronz: 2016

- Cupa Cupelor:
  - Turul 3: 2015

- Liga Europeană:
  - Locul 4 (Turneul Final Four): 2022, 2024

- Cupa României:
  -  Finalistă: 2024
  -  Medalie de bronz: 2019, 2023

- Supercupa României:
  -  Medalie de bronz: 2023

## Distincții individuale
- Cel mai bun sportiv clujean al anului: 2016[19][20];
- Cea mai bună apărătoare din Final4-ul Cupei României: 2019[21];
- Cea mai bună tânără handbalistă din Liga Națională, distincție acordată de ziarul ProSport: 2020[22];
- Cea mai bună tânără handbalistă din Liga Națională, distincție acordată de ziarul ProSport: 2021[23];